# Les Sorcières de Gambaga

Les Sorcières de Gambaga est un film documentaire ghanéen de 2011 réalisé par Yaba Badoe et produit par Amina Mama,,,.

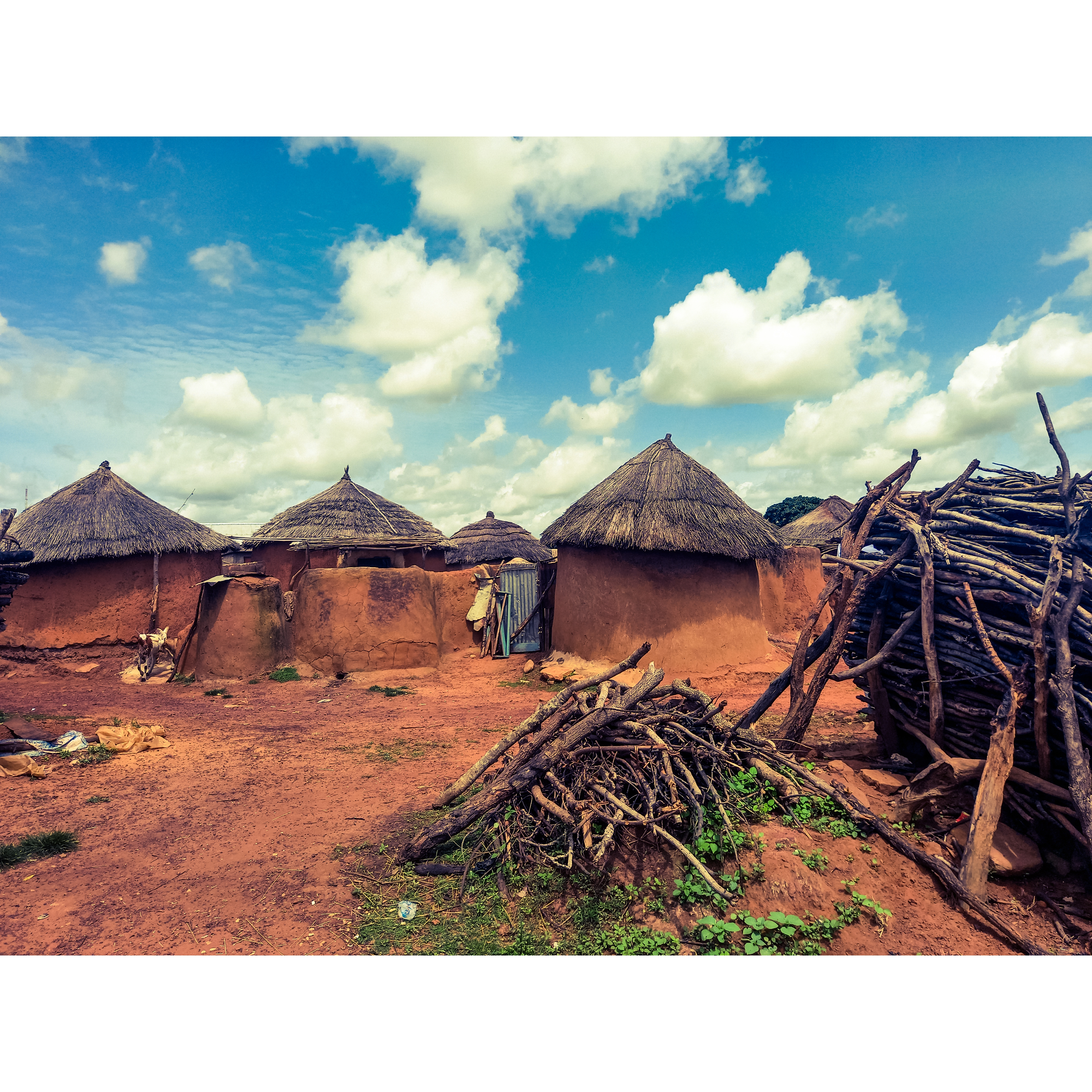

## Synopsis
Les femmes de diverses communautés sont accusées d'être des sorcières par leurs familles et par la manière dont elles mènent la lutte de leur société et de leur communauté dans le camp des sorcières,.

## Histoire de la création
En 2011, le film a participé au Festival international du film de Rio de Janeiro. En 2012, il a été projeté au Festival du film féministe de Londres.